# Fanzter
Fanzter était une entreprise de logiciel et éditrice de site internet américaine, fondée en 2007 et rachetée par ESPN en 2014.

## Historique
En 2007, Aaron LaBerge, ancien d'ESPN et Eric Kirsten fondent Fanzter.
Le 10 janvier 2008, Second Avenue Partners mène un groupe d'investisseurs amenant 2 millions d'USD dans Fanzter. Parmi les autres investisseurs il y a Steamboat Ventures. En juin 2008, Fantzer lance son premier produit le site Coolspotters.com.
Le 3 mars 2009, Fanzter reçoit une seconde levée de fonds de 2 millions d'USD par Second Avenue Partners et Steamboat Ventures,. Le 23 juin 2009, Fanzter achète la société Mustache Inc basée à Richmond.
Le 15 août 2011, Fanzter déménage de Collinsville (Connecticut) à Charleston (Caroline du Sud).
En août 2014, ESPN achète Fantzer, éditeur du site Coolspotters.com.

## Produits
- Site Coolspotters.com